# Violí barroc
El violí barroc és un instrument de corda fregada que va sorgir a Itàlia durant la primera meitat del segle xvi, indispensable per interpretar la música creada dels segles xvii i xviii que era més íntima. Hi ha poc instruments originals que es van conservar fins als temps moderns, la majoria són rèpliques a partir de material iconogràfic i els rars models. A més, hi havia moltes diferències regionals i els instruments encara no estaven tan estandarditzats com al segle xix.
L'instrument va renéixer a la segona meitat del segle xx per músics com Alice Harnoncourt, Jordi Savall, Marie Leonhardt et Sigiswald Kuijken, quan es va cercar com es podia recrear la música antiga, tal com hauria sonat quan va ser composta.
Les cordes de budell (en violins clàssics s'utilitzen cordes en material sintètic) i la forma particular en determinen el timbre particular. Són més sensibles a canvis de temperatura i humiditat i s'han de reacordar més sovint. El violí barroc té normalment tres cordes de budell pur i una de budell entorxat, i una forma més corbada, el que redueix la tensió en les cordes.
El violí s'aguantava indiferentment repenjant-lo al pit, la clavícula o l'espatlla. Es diferencia del modern per la forma de l'arc, l'estructura del pont, l'angle i la longitud del diapasó, les cordes (de budell), la forma del mànec i una barra harmònica molt més petita que la del violí modern. Tampoc portava barbaquí o mentonera ni altres estris de subjecció. No s'afinaven segons el diapasó modern de 440Hz, sinó normalment més baix, de manera que avuí els instruments barrocs normalment utilitzen un estàndard de 415Hz, just un semitò més baix que 440Hz. Tímbricament, la diferència entre un violí modern i un barroc és notable, fins al punt que el segon pot arribar a semblar-se molt a instruments com el pardessus de viole. Van ser exigències tècniques que van fer evolucionar l'instrument cap al violí clàssic per la necessitat d'augmentar la potència per poder tocar en sales més grans.

## Obres destacades per a violí barroc
Bach
- Concerts per a violí i orquestra
- Sonates i partites per a violí

Vivaldi
- Les quatre estacions
- Concerts per a violí i orquestra
- Duos per a cello i violí

Haendel
- Sonates

Telemann
- Sonates